# 圣马克桑
圣马克桑（法語：Saint-Maxent，法語發音：[sɛ̃ maksɑ̃]）是法国上法蘭西大區索姆省的一个市镇，属于阿布维尔区。

## 地理
圣马克桑（50°0'23"N, 1°43'46"E）面积6.38 平方千米，位于法国上法蘭西大區索姆省，该省份为法国北部沿海省份，北起加来海峡省和北部省，西接滨海塞纳省和大西洋英吉利海峡，南至瓦兹省，东临埃纳省。
与圣马克桑接壤的市镇（或旧市镇、城区）包括：马尔泰讷维尔、瑟里西比勒、杜德兰维尔、弗雷讷蒂洛卢瓦、格雷博梅尼勒、于皮、朗比雷勒。

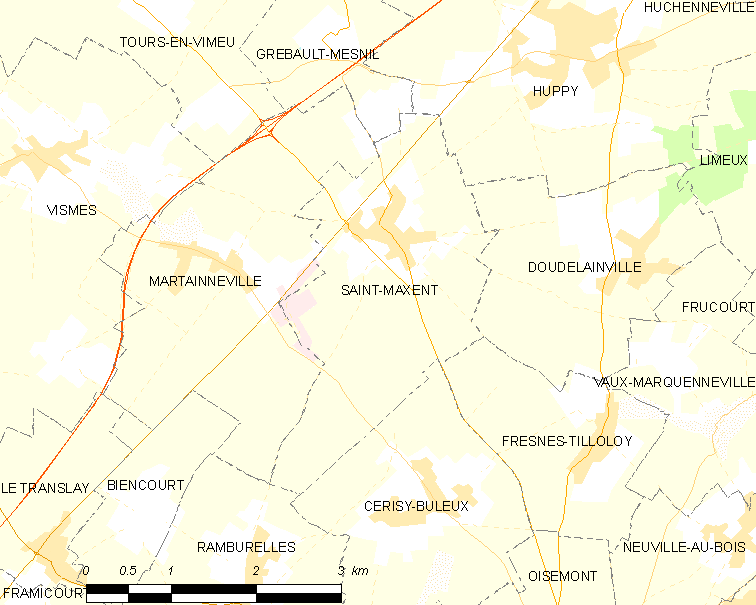
圣马克桑的OSM定位图

圣马克桑的时区为UTC+01:00、UTC+02:00（夏令时）。

## 行政
圣马克桑的邮政编码为80140，INSEE市镇编码为80710。

## 政治
圣马克桑所属的省级选区为加马什县。

## 人口

1962-2008年间圣马克桑人口变化图示

圣马克桑于2022年1月1日时的人口数量为389人。